# Club Atlético General Paz Juniors
O Club Atlético General Paz Juniors, também conhecido como General Paz Juniors ou simplesmente como Juniors, é um clube esportivo argentino sediado em Córdoba, cidade no departamentos de Capital, na província de Córdoba. Fundado em 27 de abril de 1914, o clube ostenta como cores, o azul e o branco.
Entre as muitas atividades esportivas praticadas no clube, a principal é o futebol, onde atualmente sua equipe masculina participa do Torneo Regional Federal Amateur, a quarta divisão do futebol argentino para as equipes indiretamente afiliadas à Associação do Futebol Argentino (AFA), sendo representante da Liga Cordobesa de Futebol ante o Conselho Federal do Futebol Argentino (CFFA).
O clube manda seus jogos no Carlos "Lalo" Lacasia, também localizado em Córdoba. A praça esportiva, de propriedade do clube, conta com capacidade entre 11 000 pessoas.
Foi campeão do Torneo Argentino "A" de 1999–2000, título que lhe garantiu o acesso à Primera B Nacional, a segunda divisão do Campeonato Argentino de Futebol.

## História
No fim do século XIX, as atividades esportivas em Córdoba estavam basicamente restritas aos imigrantes espanhóis, que praticavam a pelota no frontón, e aos ingleses, que impulsionavam com os pés "um implemento redondo". O Córdoba Athletic, clube fundado em 1878 por funcionários ingleses responsáveis pela implantação da primeira rede ferroviária, introduziu na cidade o futebol (football), além do golfe (golf) e do críquete (cricket).
No entanto, somente na primeira década do século XX a "febre do futebol" começaria a contagiar a população local. O Athletic, que foi o primeiro campeão de Córdoba, manteve grande protagonismo até 1914, quando anunciou o abandono da prática do futebol. Em 27 de abril de 1914, um grupo de jovens do bairro de General Paz (ligados ao Córdoba Athletic) fundaram o Club Atlético General Paz Juniors. O clube aproveitou a desfiliação do Córdoba Athletic e utilizou por vários anos suas instalações para a prática do futebol. Em 1918, o clube conseguiu alugar um terreno e construiu uma cancha de futebol, além de seis quadras de tênis.
Outra mudança: em 1942, o Juniors foi obrigado a deixar o terreno alugado e se transferiu para outro espaço.
A mudança definitiva: depois de muitas gestões e com a grande ajuda dos sócios, o clube conseguiu adquirir o terreno onde construiu sua atual sede. Desde 16 de julho de 1948, o General Paz Juniors passou a utilizar o complexo esportivo que ocupa até hoje. O estádio, situado na própria sede do clube, tem capacidade para 15 mil torcedores e conta com um campo de 100 x 72 metros.
- 1943 – Vice-campeão nacional da 1ª Copa da República (Copa Pedro Pablo Ramírez), em uma final contra o San Lorenzo de Almagro.[1][3]
- 1964 – Campeão do certame oficial da Liga Cordobesa de Futebol.[1]
- 2000 – Acesso à Primera B Nacional, a segunda divisão do Campeonato Argentino de Futebol.[1]

## Instalações

### Estádio
O estádio do General Paz Juniors está localizado no terreno que o clube possui no bairro Juniors, na região centro-leste da cidade de Córdoba. Conhecido como Estádio Carlos "Lalo" Lacasia, foi inaugurado em 13 de junho de 1948, em partida contra o Instituto de Córdoba, e desde então conta com arquibancadas de concreto. Até 1942, o clube utilizava um campo situado na Avenida 24 de Septiembre com a México, próximo à atual localização.

## Títulos

### Nacionais
- Campeonato Argentino de Futebol — 3ª divisão (1): Torneo Argentino "A" de 1999–2000.[6]

### Regionais
- Liga Cordobesa de Futebol — 1ª divisão (10): 1943, 1964, 1989, 1991, 1995, 1997, 2003, 2021, 2022 e 2024.
- Liga Cordobesa de Futebol — 2ª divisão (4): 1926, 1952, 1976 e 2014.